# 权星垣
权星垣（1916年2月—2015年1月19日）河北省完县（顺平县）人，中国共产党及中华人民共和国官员。

## 生平
1937年12月，权星垣参加革命，任完县抗日人民武装动员委员会宣传干事。1938年2月加入中国共产党。1938年4月起，任中共完县一三四区工委书记、一区区委书记。1938年8月到1940年7月，任中共完县县委宣传部长。1940年7月到1940年11月，在晋察冀边区北岳区党委党校学习。1940年11月，任中共阜平县委副书记兼宣传部部长。1941年1月，升任中共阜平县委书记。1942年5月，调任晋察冀边区北岳三分区地委宣传部长。1943年8月到1944年11月，任晋察冀边区北岳三分区地委代理副书记。1944年11月到1944年12月，从晋察冀边区出发赴延安。1944年12月到1945年9月，在延安的中共中央党校二部学习。
1945年9月至11月，权星垣从延安出发赴中国东北。1945年11月到1946年4月，任中共热中地委委员、中共赤峰市委书记。1946年4月到1946年7月，任中共热北地委副书记。1946年7月到1949年9月，任中共热北地委书记。1949年9月到1950年1月，任中共内蒙古自治区党委宣传部部长。1950年1月到1952年12月，任中共中央内蒙古分局秘书长。1952年12月到1956年6月，任内蒙古自治区人民委员会工业办公室主任、中共中央内蒙古分局工业部部长。1956年6月到1960年1月，任中共内蒙古自治区党委常委、工业部部长。1960年1月到1963年3月，任中共内蒙古自治区党委书记处候补书记兼内蒙古自治区经济委员会主任。
1963年3月到1967年11月，权星垣任中共内蒙古自治区党委书记处书记。1967年11月到1970年1月，任内蒙古自治区革命委员会常委、党的核心小组成员。
1970年1月到1971年6月，权星垣在中央毛泽东思想学习班接受批判。1971年6月到1973年1月，在中国人民解放军第24军军办五七干校化肥厂劳动、接受审查。1973年1月到1977年8月，在天津市第三招待所养病，等待分配。
1977年8月到1979年12月，权星垣任甘肃省革命委员会副主任、工办主任。1979年12月到1981年，任甘肃省经济委员会主任。1990年10月，离职休养。2000年10月，开始享受省长级住房和医疗待遇。
2015年1月19日，权星垣在天津病逝，享年100岁。